# Villeneuve-en-Montagne
Villeneuve-en-Montagne ist eine französische Gemeinde mit 174 Einwohnern (Stand: 1. Januar 2022) im Département Saône-et-Loire in der Region Bourgogne-Franche-Comté; sie gehört zum Arrondissement Chalon-sur-Saône und ist Teil des Kantons Givry (bis 2015: Kanton Buxy).

## Geografie
Villeneuve-en-Montagne liegt etwa 18 Kilometer westsüdwestlich von Chalon-sur-Saône. Umgeben wird Villeneuve-en-Montagne von den Nachbargemeinden Morey im Norden, Châtel-Moron im Nordosten, Sainte-Hélène im Osten, Marcilly-lès-Buxy im Süden, Écuisses im Westen und Südwesten sowie Saint-Julien-sur-Dheune im Westen.

## Bevölkerungsentwicklung
| Jahr                      | 1936 | 1954 | 1962 | 1968 | 1975 | 1982 | 1990 | 1999 | 2006 | 2013 |
| Einwohner                 | 217  | 185  | 163  | 169  | 158  | 146  | 134  | 142  | 138  | 154  |
| Quelle: Cassini und INSEE |      |      |      |      |      |      |      |      |      |      |

## Sehenswürdigkeiten

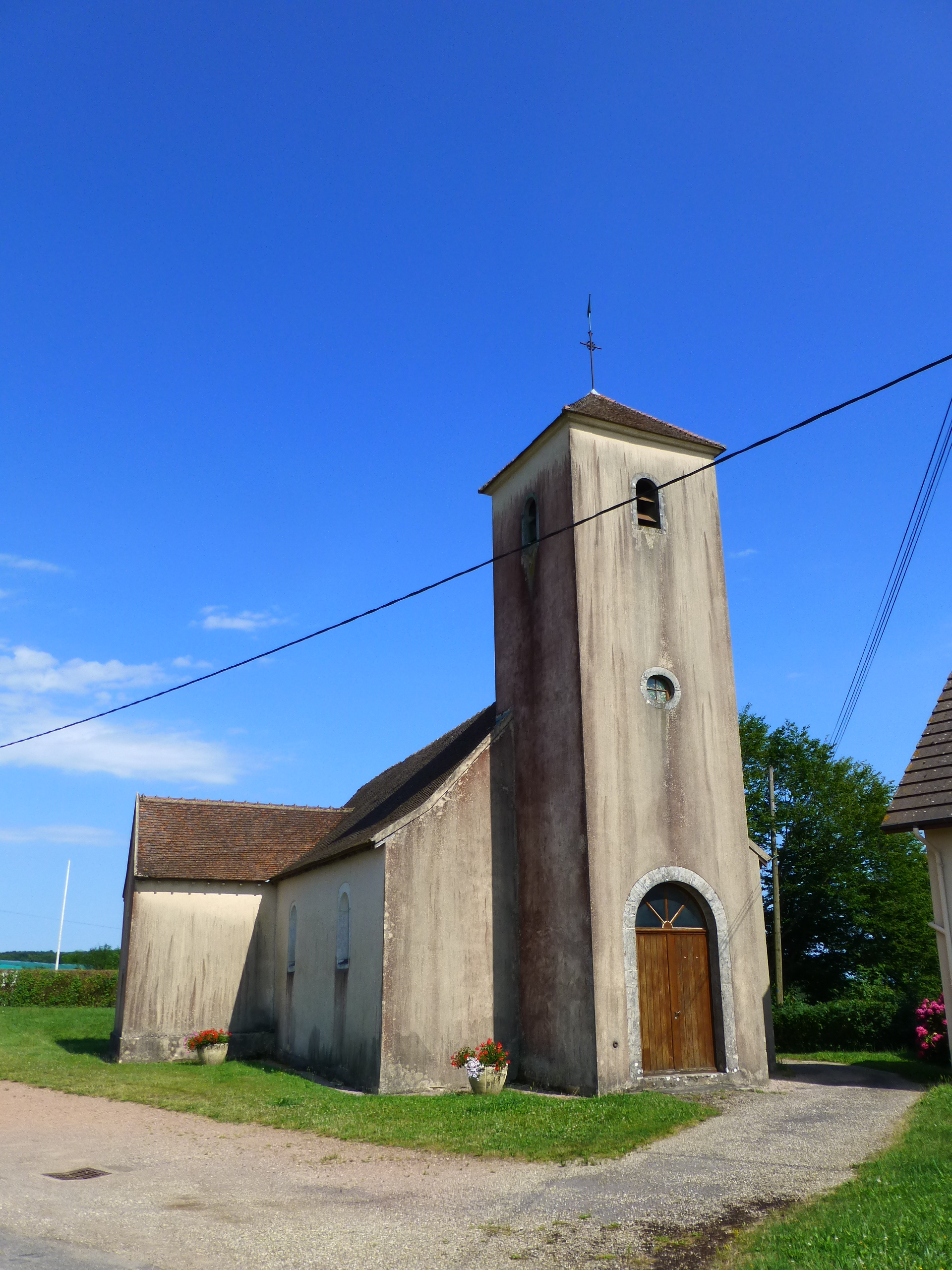
Kirche von Villeneuve-en-Montagne
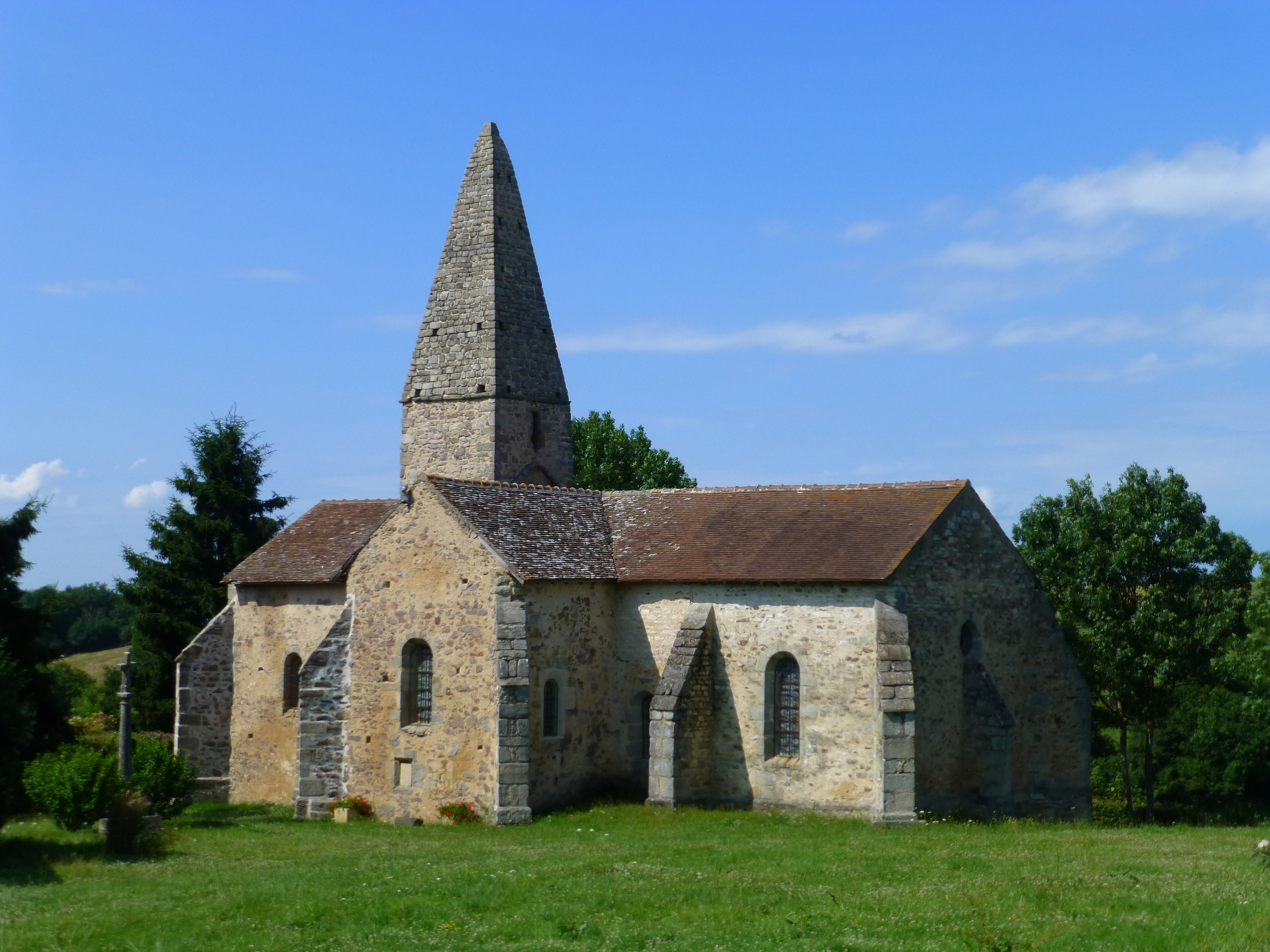
Kirche von La Chapelle-de-Villard

- Kirche von Villeneuve-en-Montagne
- Kirche von La Chapelle-de-Villard